# The Do-Over
The Do-Over – amerykańska komedia sensacyjna z 2016 roku w reżyserii Stevena Brilla. Zdjęcia kręcono w Portoryko oraz w stanie Georgia (Savannah, Statesboro).

## Fabuła
Fabuła filmu opowiada o dwóch przyjaciołach Charliem i Maksie po tym jak upozorowali własną śmierć zaczęli na nowo swoje życie. Wszystko układa się dobrze do czasu, gdy odkrywają, że tożsamości jakie przyjęli należały do zmarłych mężczyzn, którzy byli uwikłani w działalność przestępczą.

## Obsada
- Adam Sandler jako Max
- David Spade jako Charlie
- Paula Patton jako Heather
- Nick Swardson jako Bob
- Luis Guzmán jako Jorge[2]